# Leonid Aleksandrovitch Portenko
Leonid Aleksandrovitch Portenko (11 octobre 1896 - 26 mai 1972) est un ornithologue soviétique d'origine ukrainienne qui a mené de vastes études zoogéographiques sur les oiseaux du nord et du nord-est du Paléarctique. Il est né à Smila et a consacré la majeure partie de sa carrière à travailler et à diriger des expéditions au département ornithologique de l'Institut zoologique de l'Académie soviétique des sciences de Leningrad. C'est là qu'il effectue son doctorat entre 1926 et 1929, avant de partir travailler 10 ans à l'Institut Arctique ; il revient à Leningrad en 1940 et travaille pour l'institut zoologique jusqu'à sa mort. Durant sa carrière, il explore de nombreuses régions reculées et peu connues, incluant l'Oural, la Nouvelle-Zemble ou encore l'île Wrangel. Il défend notamment l'idée d'une unité de la faune dans la toundra, et de l'existence d'une région unifiée appelée Holarctique,.
Ses publications comprennent :
- 1939, 1941 – Faune de la région d'Anadyr
- 1954, 1960 – Les oiseaux de l'URSS
- 1972-1973 – Les oiseaux de la péninsule des Tchouktches et de l'île Wrangel
- 1973 – Faune des oiseaux des régions non polaires du nord de l'Oural
- 1975 – Les oiseaux des steppes zonales et des déserts d'Asie centrale